# Ischnosiphon
Ischnosiphon é um género botânico pertencente à família Marantaceae e chamado de arumã.[carece de fontes?]
1. ↑  «Ischnosiphon — World Flora Online». www.worldfloraonline.org. Consultado em 19 de agosto de 2020